# Richard Johansson (konstnär)
Richard Johansson, folkbokförd Rickard Hans Joakim Johansson, född 21 juli 1966 i Vrigstads församling i Jönköpings län, är en svensk skulptör och målare.
Richard Johansson utbildade sig på Konstskolan Forum i Malmö i skulptur och måleri, 1989–1994. Han undervisar i skulptur och teckning på Österlenskolan för konst och design i Simrishamn.
Johansson växte upp i Vrigstad i Sävsjö kommun. Han är gift med skulptören Mette Björnberg.

## Offentliga verk i urval
- Naturens under, textil, 5,6 meter x 2,7 meter, 2014, Linnésalen, Älmhult (i samarbete med Mette Björnberg)
- Gråt inte över spilld mjölk, 2013, skola i Gävle
- Här och där, textilier med mera, 2012, Glasberga i Södertälje kommun (i samarbete med Mette Björnberg)
- Juvelerna i Jordbro, 2011, Sandstensvägen 110, invid Höglundaparken i Jordbro (i samarbete med Mette Björnberg)
- 1+1=11, bemålade aluminiumreliefer, 2013, Änggårdskolan i Linköping
- Kunskapsfabriken, skulptur i granit, tegel och brons, 2009, Brunnsåkerskolan i Halmstad (i samarbete med Mette Björnberg)
- Salut, skulptur i tegel, koppar och brons, 2006, Nya Boulevarden/Tivolibadsgatan i Kristianstad (i samarbete med Mette Björnberg)
- Utpost, tegel, koppar och brons, 2004, Mem, vid Göta kanals inlopp[3]
- Hunden Jack och Jonas resa, reliefer och målningar, 2004, den postoperativa avdelningen för barn på Skånes universitetssjukhus i Malmö
- Skoghall för alltid, ridå, 2003, Folkets hus i Skoghall